# Мохаммед Аль-Хакім
Мохаммед Аль-Хакім (араб. محمد الحكيم; 15 квітня 1985) — шведський футбольний арбітр іракського походження. Арбітр ФІФА з 2015 року.

## Суддівська кар'єра
Він став професійним арбітром у 2008 році, а з 2012 року є арбітром Аллсвенскан. Станом на січень 2017 року Аль-Хакім відсудив 95 матчів в Аллсвенскан та 39 матчів в Супереттан У 2015 році він став арбітром ФІФА.
Аль-Хакім отримав багато похвал як від футбольних експертів, так і від уболівальників під час свого суддівства в сезоні 2015 року. Після сезону він був обраний «Рефері року» за версією Шведськиго футбольного союза і отримав приз на щорічному на футбольному гала-вечірі. У серпні 2015 року він став відомим активністю в соціальних мережах, коли завів сторінку у Facebook, де відкрито відповідав на запитання щодо власних рішень у грі. Пізніше Аль-Хакім закрив профіль, назвавши головною причиною «брак часу».
2 липня 2015 року Аль-Хакім дебютував у єврокубках під час матчу попереднього раунду Ліги Європи УЄФА між «Флорою» (Таллінн) та «Работнічки» (Скоп'є).
Він відсудив свій перший міжнародний матч на рівні збірних команд 7 червня 2017 року, коли Фінляндія зіграла внічию 1:1 проти Ліхтенштейну. Він показав дві жовті картки за цей матч.
Мохаммед Аль-Хакім також судив на чемпіонаті Європи U-17 у 2017 році в Хорватії,  молодіжний чемпіонат Європи з футболу 2023, а також фінал кубка Швеції 2017 року.

## Особисте життя
Народившись в Іраку, Аль-Хакім переїхав до Швеції з родиною, коли йому було вісім років, і оселився в Кепінгу, де проживає й досі.
Поза футболом він працює неповний робочий день офіцером шведських збройних сил.

## Юридичні проблеми
У 2021 році було оголошено, що Аль-Хакім роками ухилявся від сплати податків з компенсації УЄФА, не повідомляючи про компенсацію Шведському податковому агентству.